# Szabadka pályaudvar
A szabadkai pályaudvar (szerbül Железничка станица Суботица / Železnička stanica Subotica) Szabadka legnagyobb pályaudvara, melyet a Szerb Államvasutak (ŽS) üzemeltet.　

## Vonalak
Szerb Államvasutak
- Szabadka–Horgos–Magyarkanizsa-vasútvonal (34), majd Horgostól tovább Szeged felé a MÁV 136-os vonala (Szeged–Szabadka)
- Belgrád–Szabadka-vasútvonal (30)
- Szabadka–Zenta–Csóka–Karlova-vasútvonal (33)
- Szabadka–Zombor-vasútvonal (20)

MÁV　
- 150-es vonal (Budapest–Kelebia(–Szabadka))

Régebben
- Szabadka–Baja-vasútvonal

## Forgalom
| Járat | Útvonal | Gyakoriság |
| ----- | ------- | ---------- |